# Tacteel
Tacteel, de son vrai nom Jérôme Echenoz, est un beatmaker, auteur-compositeur-interprète, disc jockey et producteur de musique électronique et hip-hop français. Il est aussi le cofondateur du label Institubes, aux côtés, entre autres, de Teki Latex.

## Biographie
Jérôme Echenoz est initialement membre du groupe de rap français ATK, avec qui il produit et réalise l'album Heptagone en 1998, sous le nom de DJ Tacteel. Il quitte le collectif en 2000 pour commencer sa carrière solo, et publie son EP instrumental Butter for the Fat en 2001, sous le simple nom de Tacteel,.
Il rejoint quelque temps après diverses formations comme L'Atelier, pour lequel il collaborera avec Teki Latex, Fuzati, Cyanure, James Delleck et Para One, et TTC à partir de leur premier album. En 2003, il cofonde le label indépendant parisien de hip-hop et electro Institubes. Il prendra ensuite part à des projets et collectifs tels que SuperFamilleConne, ou encore le projet electro en live Fuckaloop (avec Para One), tout en restant producteur pour TTC. En 2006, il publie l'EP Feel It, Feel It/L'hiver vous va si bien, puis en 2007 l'album Je ne vous oublierai pas. Il participe aussi à l'écriture et à la production du quatrième album solo de la chanteuse Alizée intitulé Une enfant du siècle, publié en 2010. Il coécrit pour elle deux titres, Grand Central et Factory Girl.
Après quatre ans de silence, il se réunit avec Para One pour la sortie de leur EP collaboratif Fair Enough en juillet 2011. Pour le site web Goûte mes disques, l'album « évoque davantage Kraftwerk que Birdy Nam Nam ou Justice. » Concernant la réunion entre Para One et Tacteel, ce dernier déclare lors d'un entretien : « Après le troisième album de TTC, de façon très naturelle, on a chacun pris une direction différente. Un jour, un ami commun nous a dit : « Je ne comprends pas pourquoi vous ne vous y remettez pas, quand vous travaillez ensemble, c'est fantastique ! » On a suivi son conseil, tout bêtement, et on est retournés en studio. On a produit six titres en cinq jours. Notre ami avait raison manifestement. » Toujours en 2011, Tacteel collabore avec la chanteuse Loane sur son deuxième album intitulé Le lendemain. Ensemble, ils écrivent les titres On s'en fout et Rien de commun. En 2012, Tacteel rejoint le label Entreprise, et publie Le Chrome et le Coton sous son vrai nom Jérôme Echenoz,, un EP qu'il produit et écrit, et sur lequel il chante en français. La même année, il collabore avec le chanteur Lafayette. En 2013, il coécrit deux titres, Christine et Dans le noir, avec Anna Jean du groupe Juniore[réf. nécessaire]. La même année, il travaille avec Yelle, en tant que coauteur de la majorité des titres de son troisième album intitulé Complètement Fou, annoncé pour le 29 septembre 2014[réf. nécessaire]. Toujours en 2013, un coffret intitulé Œuvres complètes de Para One et Tacteel est publié en avril 2013.
En 2017, il co-compose l'habillage sonore de la chaîne d'information en continu CNEWS, ainsi que de la chaîne Infosport +.
Jérôme Echenoz est le fils de l'écrivain français Jean Echenoz, lauréat du prix Médicis 1983 et prix Goncourt 1999,,.

## Discographie

### En tant que producteur
- 1998 : ATK - 20 ans
- 1998 : ATK - Le 7e Sens
- 2002 : TTC - En soulevant le couvercle
- 2003 : L'Atelier - Buffet des anciens élèves (tous les morceaux, en collaboration avec Para One)
- 2004 : TTC - Ebisu Rendez-Vous
- 2004 : TTC - Du sang sur le dance floor
- 2004 : TTC - Meet the New Boss (avec Para One)
- 2004 : TTC - Girlfriend (avec des scratches de Orgasmic)
- 2006 : TTC - Travailler
- 2006 : TTC - Frotte ton cul par terre
- 2007 : Teki Latex - Crois en moi (avec Para One)

### En tant que rappeur
- 2006 : TTC feat. Tacteel - Travailler
- 2006 : TTC feat. Tacteel - Frotte ton cul par terre

### Remixes
- 2003 : TTC - De pauvres riches
- 2003 : Klub des loosers - Baise toujours les gens
- 2003 : Tes - New New York
- 2004 : Abstrackt Keal Agram - Mata Hari
- 2004 : Villeneuve - Graceland
- 2005 : Billy Crawford - 3 Wishes (feat. Cuizinier)
- 2006 : Klanguage - Priceless Things
- 2007 : Surkin - Kiss and Fly
- 2007 : Stop Die Resuscitate - Bad Night
- 2007 : Teki Latex - Polo
- 2007 : 8Otto - 1977 (Naoshima Remix & Opera Square remix)
- 2008 : Audioporno - Choo Choo
- 2008 : Rafale - Rock It, Don't Stop It
- 2008 : David Rubato - Institubes Express 999